# Hendrik-Ido-Ambacht
Hendrik-Ido-Ambacht este o comună și o localitate în provincia Olanda de Sud, Țările de Jos. 